# Annamanum guerryi
Annamanum guerryi är en skalbaggsart som först beskrevs av Maurice Pic 1903.  Annamanum guerryi ingår i släktet Annamanum och familjen långhorningar. Inga underarter finns listade i Catalogue of Life.